# اونهله
اونهله (به چکی: Únehle) یک منطقهٔ مسکونی در جمهوری چک است که در شهرستان تاخوف واقع شده‌است.
 اونهله ۶٫۰۶ کیلومتر مربع مساحت و ۱۳۴ نفر جمعیت دارد و ۴۴۹ متر بالاتر از سطح دریا واقع شده‌است.